# بانک سن پترزبورگ
بانک سن پترزبورگ (انگلیسی: Bank Saint Petersburg) شرکت خدمات مالی و بانکداری روسی است، که در سال ۱۹۹۰ تأسیس شد.